# Леона Мітчелл
Леона Мітчелл (англ. Leona Mitchell; нар. 13 жовтня 1949, Енід, США) — американська оперна співачка (сопрано).